# Josef Holzmann
Josef Holzmann (Peiting, 24 februari 1964) is een Duits voormalig professioneel wielrenner. Hij reed voor onder meer Team Telekom.
Hij werd in 1991 tweede op het Duitse kampioenschap veldrijden.

## Belangrijkste overwinningen
1992
- 4e etappe Ronde van Beieren
- 6e etappe GP Tell

## Grote rondes
Geen